# St. Barbara (Buchet)

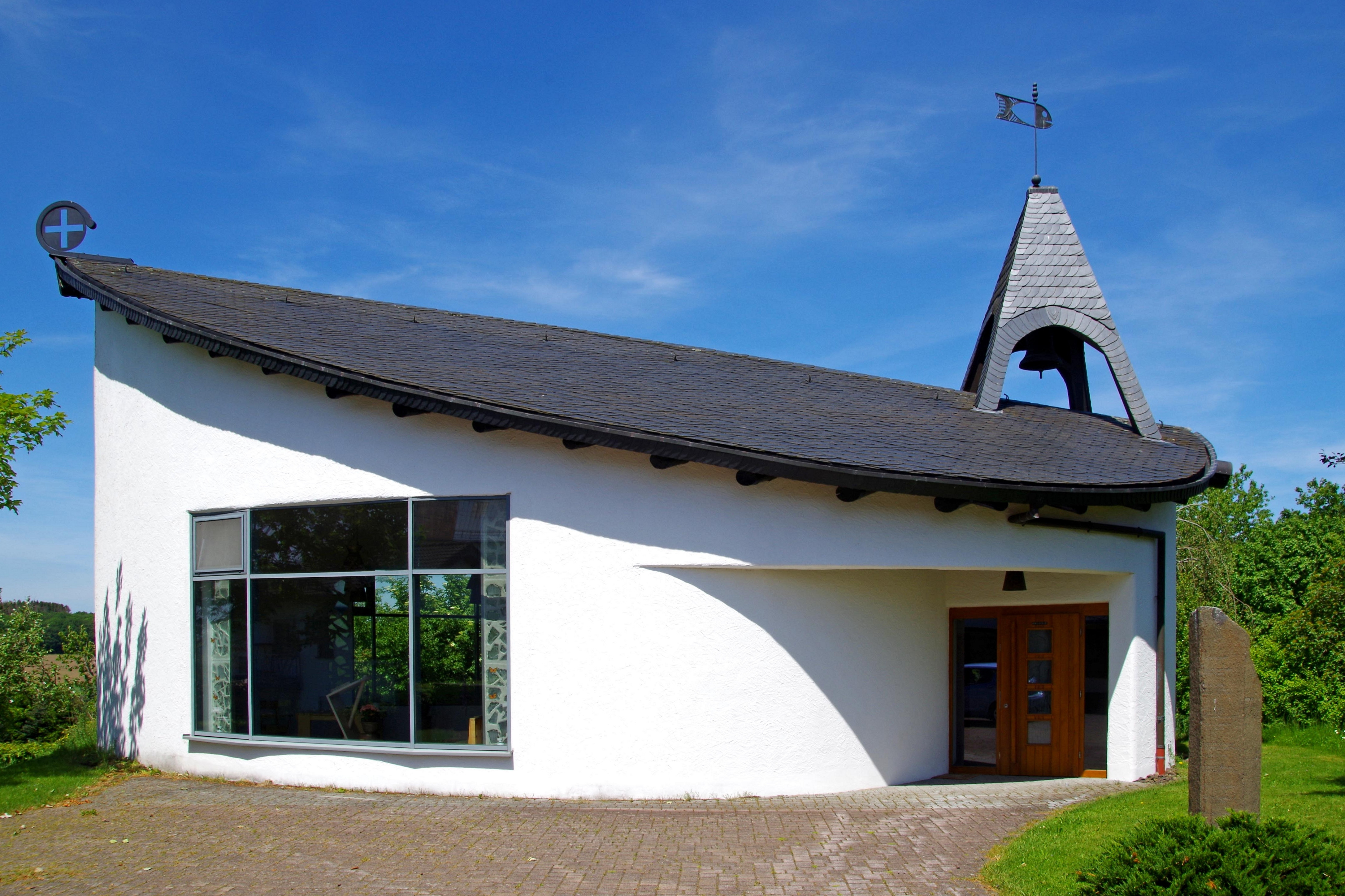
Buchet, St. Barbara

Die Kirche St. Barbara (auch: Barbarakapelle) ist die römisch-katholische Filialkirche von Buchet im Eifelkreis Bitburg-Prüm in Rheinland-Pfalz. Sie gehört zur Pfarrei Bleialf in der Pfarreiengemeinschaft Bleialf im Dekanat St. Willibrord Westeifel im Bistum Trier.

## Geschichte
Anläufe zu einem Kapellenbau in Buchet scheiterten 1920 und 1950. Der 1993 gegründete Kapellenbau-Förderverein schaffte wesentlich in Eigenleistung den Bau der Kirche von 1999 bis 2002. Architekt war Dieter Alexander Boeminghaus (1940–2020; von 1992 bis 2011 Präsident der Europäischen Vereinigung Bildender Künstler aus Eifel und Ardennen EBVK).
In Anlehnung an den Ortsnamen ist der Grundriss in Form eines Buchenblattes konzipiert. Der Bodenbelag und die hölzerne Decke zeigen das gleiche Motiv. Schutzpatronin ist Barbara von Nikomedien (Schutzpatronin der Bergleute).

## Ausstattung
Die Kapelle verfügt über eine hölzerne Empore mit Orgel. Hinter dem Altar findet sich ein 5,5 Meter hohes Halbrelief der Kirchenpatronin, geschaffen vom in Belgien lebenden peruanischen Künstler Antonio Máro.